# Svenstrup Kirke

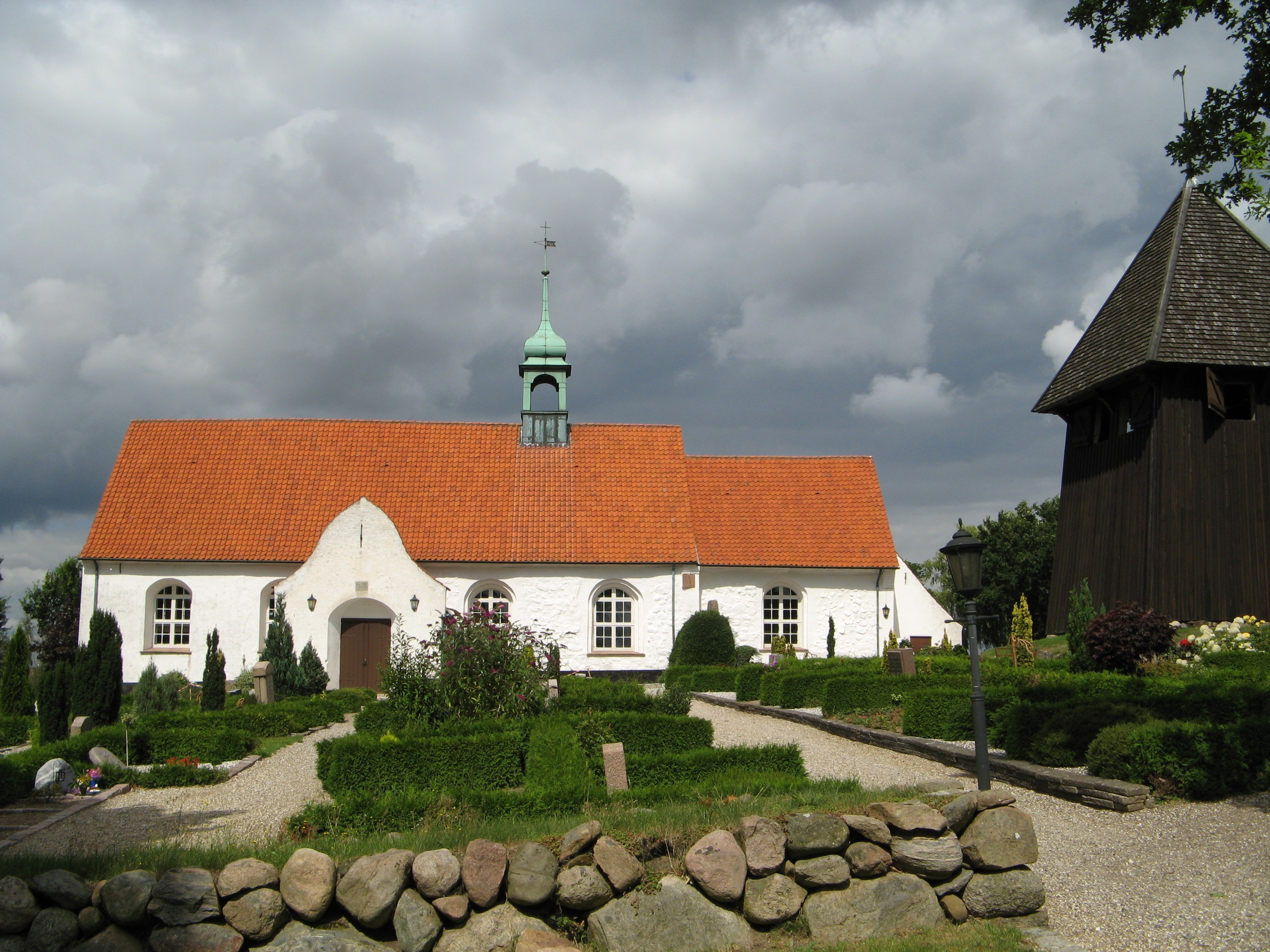
Die Svenstruper Kirche von Süden mit dem Glockenstuhl (rechts)

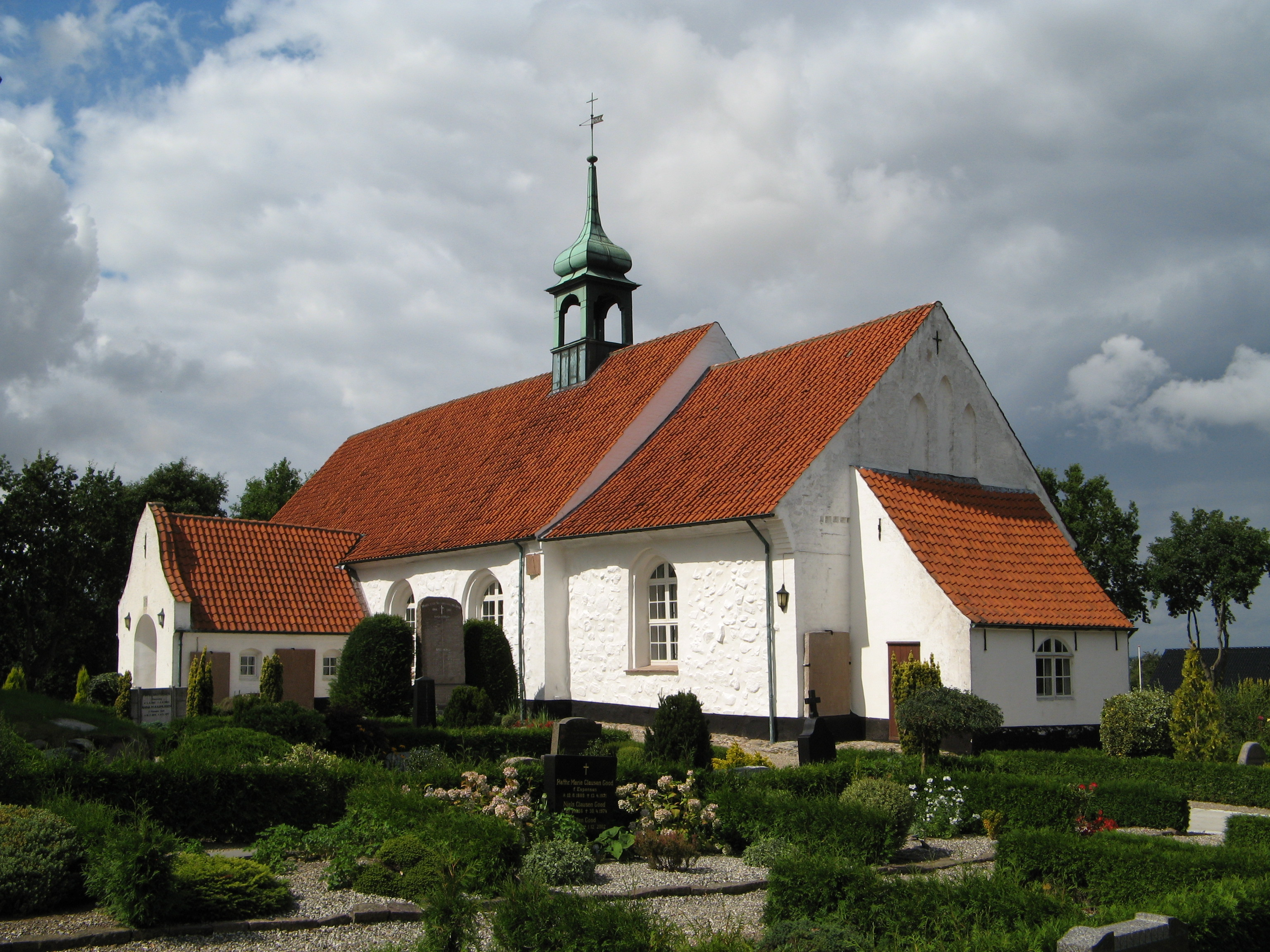
Die Svenstruper Kirche von Südosten mit dem Waffenhaus (links)

Svenstrup Kirke ist die evangelisch-lutherische Kirche der dänischen Ortschaft Svenstrup (deutsch: Schwenstrup) auf der Insel Alsen in Nordschleswig. Zu ihrem Kirchspiel Svenstrup Sogn gehören die Orte Himmark, Hjortspring, Klingbjerg, Sandvig, Stevning, Svenstrup, Sønderlund und Torup. Das in seiner Grundsubstanz romanische Kirchengebäude der Dänischen Volkskirche gehört heute zum Bistum Haderslev.

## Baugeschichte
Das Kirchenschiff mit seinen 1,25 m dicken Mauern und der Chor wurden in romanischer Zeit aus Feldsteinen erbaut. In gotischer Zeit wurde das Kirchenschiff nach Westen verlängert und der Chor erneuert. Das an der Südwand angebaute Waffenhaus ist spätgotisch mit einem 1702 aufgeführten barocken Giebel. Alle gotischen Arbeiten sind in Backstein ausgeführt. Die Sakristei am Chorgiebel wurde 1789 angebaut. Der Dachreiter auf dem Kirchenschiff stammt von 1934.
Der mittelalterliche Glockenstuhl steht südöstlich der Kirche auf dem höchsten Punkt des Friedhofs; er wurde 1589 erstmals erwähnt und 1962 restauriert. Er enthält zwei Glocken aus dem Jahr 1870, gegossen von Jakob Friedrich Beseler in Rendsburg. Beide wurden aus älteren Svenstruper Glocken umgegossen, eine stammte ursprünglich von Michael Dibler 1560.

## Ausstattung

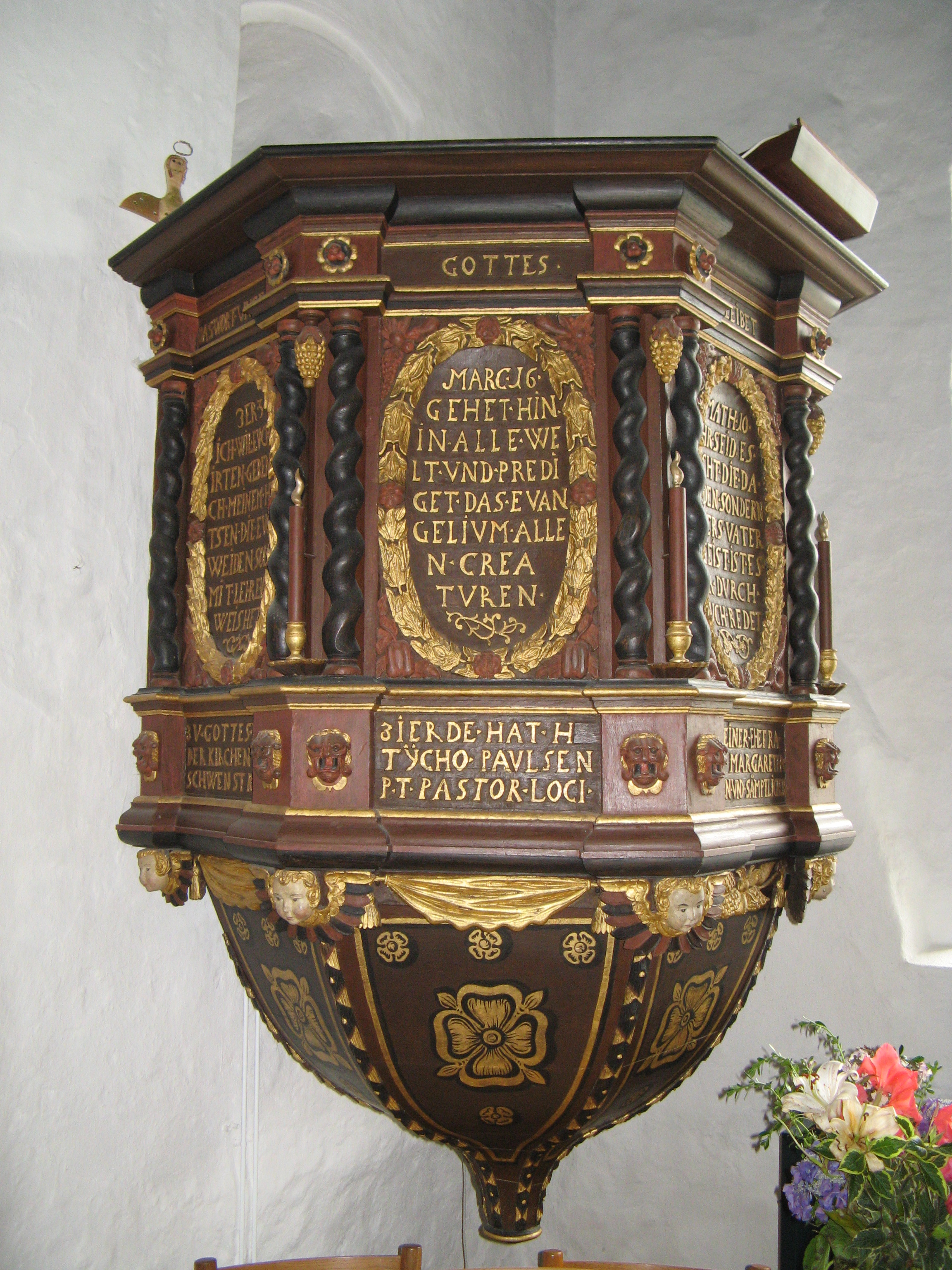
Die Kanzel von 1688

Ältester Einrichtungsgegenstand ist ein romanisches Taufbecken aus Granit. Bei der Kirchenrestaurierung 1957/58 wurden Reste romanischer, gotischer und barocker Kalkmalereien gefunden, aber wieder weiß abgedeckt. Aus der Zeit um 1300 stammt ein frühgotisches Kruzifix, das vermutlich bei Prozessionen verwendet wurde.
Die spätbarocke Kanzel wurde 1688 von Friderich Ebbesen aus Sjellerup im Kirchspiel Egen angefertigt. Die Kanzel ist ein Polygon, in deren fünf Feldern jeweils ein Bibelvers auf Deutsch in einem Oval steht: Jeremia 3,15 ; Markus 16,15  (Missionsbefehl); Matthäus 10,20 ; Lukas 10,16 ; 1. Johannes 4,1 . Das Friesfeld über den Ovalen zitiert Jesaja 40,8  („Das Wort unseres Gottes bleibet ewiglich“), das Friesfeld darunter weist die Kanzel als Schenkung des Pfarrers Tycho Paulsen aus.
Die Kirche hatte nacheinander (mindestens) fünf Altarretabel. Von einem spätgotischen Altar aus der zweiten Hälfte des 15. Jahrhunderts existieren nur noch die Figuren des Petrus und Paulus. Der ebenfalls nicht mehr erhaltene Renaissancealtar zeigte im oberen Teil die Taufe Jesu und im Hauptteil das letzte Abendmahl; Überreste davon werden im Museum im Sonderburger Schloss aufbewahrt. 1876 lieferte der Maler Carl Gottfried Pfannschmidt der Kirche ein neues Altargemälde „Der einladende Christus“, von dem heute noch weitere Fassungen in Bad Ischl und in Lötzen in Ostpreußen vorhanden sind. Pfarrer Fischer-Benzon schenkte der Kirche 1931 ein neues Altarbild, eine Kopie der Kreuzabnahme von Jacob Jordaens in der Hamburger Kunsthalle. Seit 1961 steht in der Kirche der heutige, fünfte Altar, ein farbig gefasstes Holzrelief des Künstlers Gunnar Hansen (1960), das die Speisung der Fünftausend zeigt; am Fuße des Bildes steht De spiste alle og blev mætte („Sie aßen alle und wurden satt“) (Markus 6,42 ).
Die Westempore wurde 1789 vom Schreiner Niels Rasmussen gebaut und 1873/74 zum Einbau der Orgel abgesenkt. Die frühere Nord- und Südempore existieren heute nicht mehr, ebenso wenig wie eine 1738 von Schiffer Christian Frost in der Nordostecke eingebaute Empore. 1836 wurde in der Kirche eine Gipsdecke eingezogen, die der Kopenhagener Kirchenarchitekt Viggo Hardie-Fischer bei der Restaurierung 1957/1958 wieder entfernte. Dadurch wurde die Balkendecke von 1745 mit blau-grauer Bemalung von 1774/1775 wieder freigelegt. An der Nordwand des Kirchenschiffs befindet sich seit 2009 eine Bildtafel der Künstlerin Gitte Buch (* 1954). Die 3 × 3 Bildquadrate zeigen vier Kreuze, vier „Gnadenschalen“ und in der Mitte ein Hexagramm mit Heiliggeisttaube auf goldenem Grund.

## Orgel

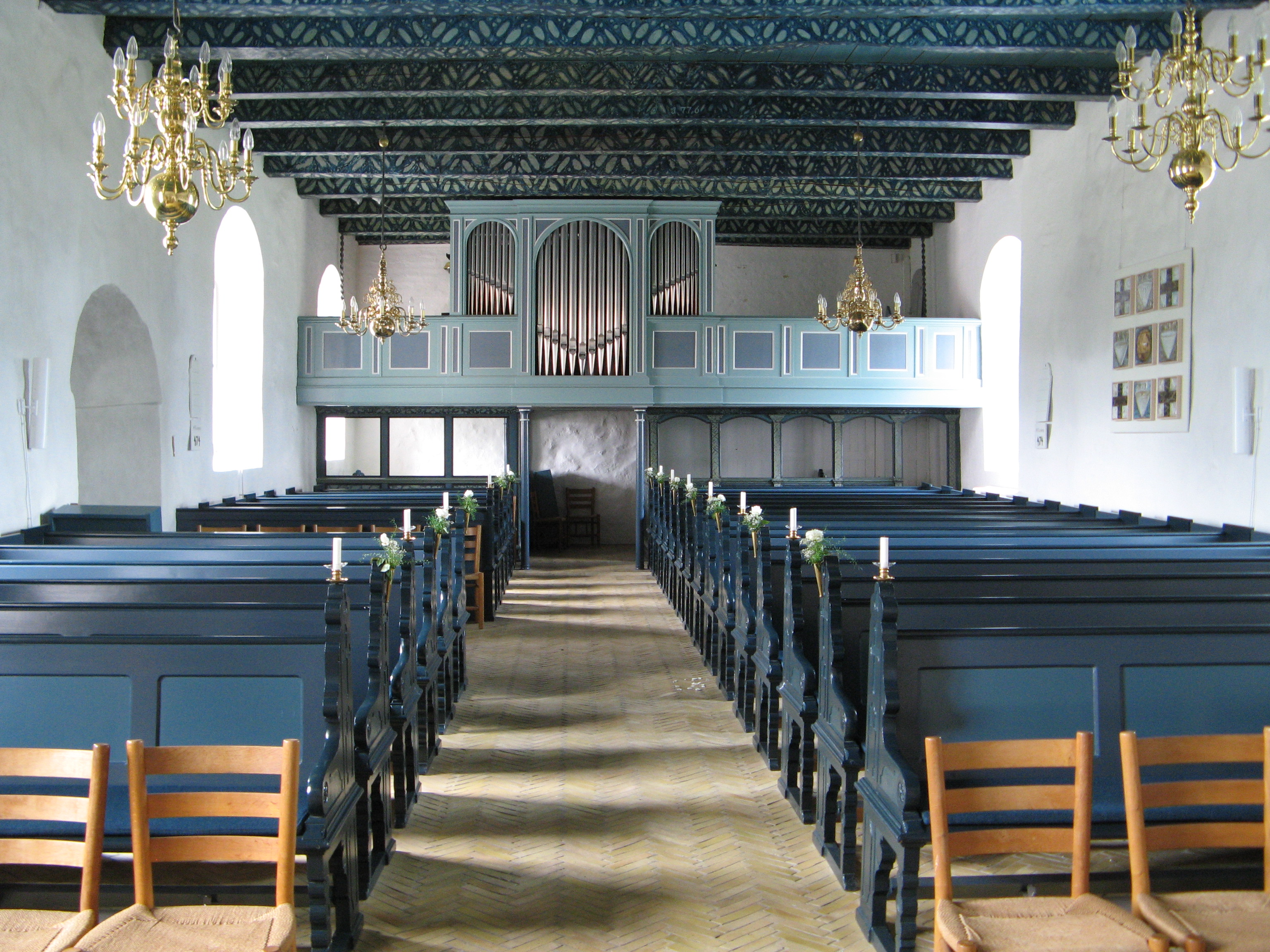
Blick durch den Kirchenraum zur Orgel

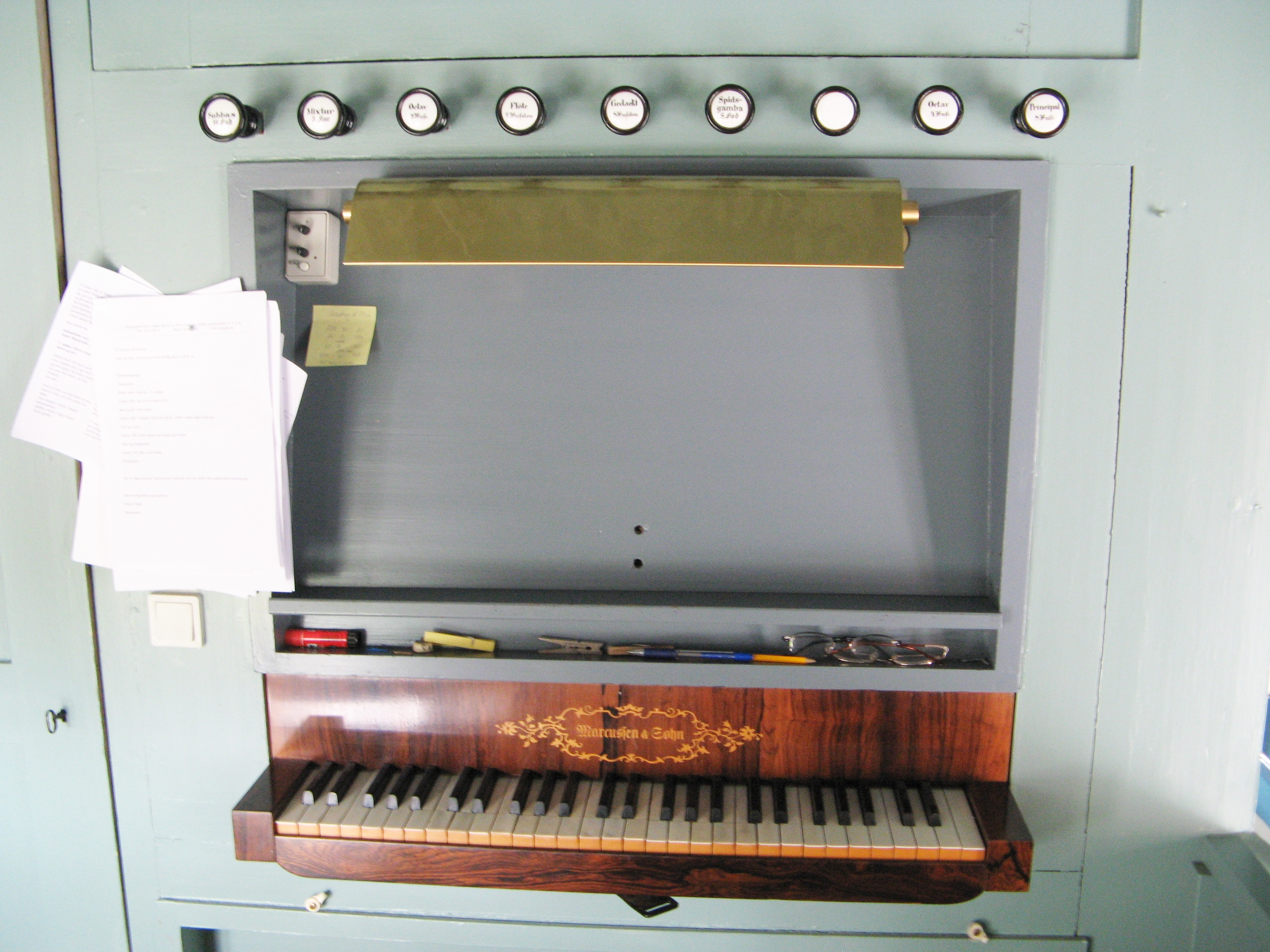
Spieltisch der Marcussen-Orgel

Die Orgel wurde 1873, in der deutschen Zeit Nordschleswigs, von Marcussen & Søn mit ursprünglich sieben Registern und angehängtem Pedal erbaut. Es handelte sich um das erste Instrument der Kirche, denn noch aus den 1860er Jahren wird berichtet, dass der Küster den Gemeindegesang nur mit Vorsingen leitete. 1916 mussten die Prospektpfeifen als Kriegsmetall abgegeben werden. Die erhaltenen ursprünglichen Register sind daran zu erkennen, dass die über dem Spieltisch angebrachten Manubrien deutsch beschriftet sind (mit z. B. „8 Fuß“ oder, bei einem Gedacktregister, mit „8 Fußton“). 1941 wurde die Orgel um zwei Register erweitert, wobei die neuen Register dänisch beschriftet sind („Spidsgamba 8 Fod“, „Mixtur 3 Kor“). Zugleich wurde der Bordun 16′ des Manuals zum Pedalregister („Subbas 16 Fod“) umgewandelt; der ursprüngliche Manual-Registerzug ist heute ohne Beschriftung stillgelegt. Die Disposition lautet:
| Manual C–f3 |                 |    |
| 1.          | Principal       | 8′ |
| 2.          | Gedackt         | 8′ |
| 3.          | Spidsgamba      | 8′ |
| 4.          | Octav           | 4′ |
| 5.          | (Gedackt-)Flöte | 4′ |
| 6.          | Octav           | 2′ |
| 7.          | Mixtur III      |    |

| Pedal C–d1 |        |     |
| 8.         | Subbas | 16′ |

- Koppeln: I/P
- Traktur: Schleifladen, vollmechanisch

## Bekannte Pfarrer
- Christian (auch: Carsten) Jensen Lorentzen (* Sønderborg ca. 1596; † Odense 1670), 1637 Diakon in Svenstrup. Als Herzog Friedrich von Norburg alle jüngeren Männer von Svenstrup 1637 an einem kirchlichen Bettag als Treiber bei einer Jagd verpflichten wollte, bestellte Diakon Jensen sie stattdessen in die Svenstruper Kirche. Herzog Friedrich, der nun keine Treiber hatte, ritt wütend nach Svenstrup und wurde gegenüber dem Diakon handgreiflich. Doch der wehrte sich, zog den Herzog am Bart und schlug ihn auf den Kopf. Herzog Friedrich suchte das Weite. Zwar ließ er in der Folge Diakon Jensen in Svenstrup absetzen, aber der dänische König verschaffte dem schlagkräftigen Diakon eine neue und bessere Stellung in Odense.[14][15]

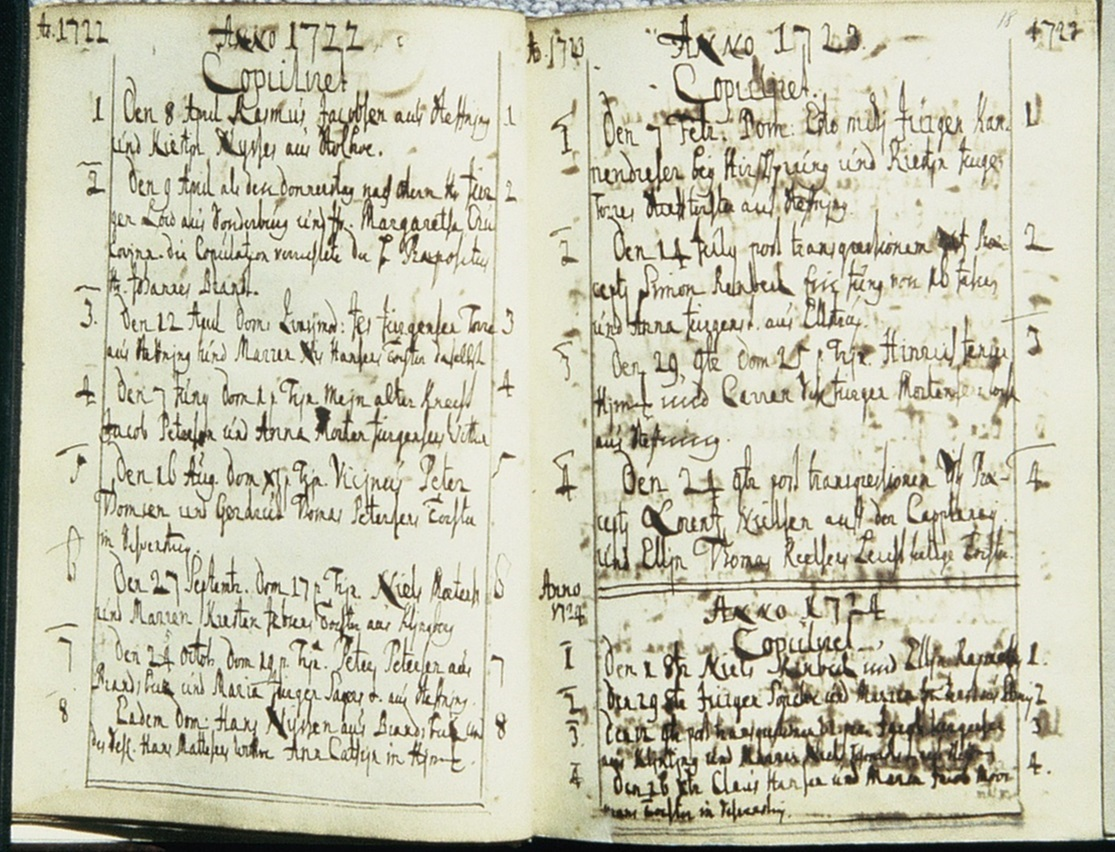
Zwei Seiten aus dem Svenstruper Kirchenbuch (aufgeschlagen: Heiraten 1722–1724) in der charakteristischen Handschrift von Pfarrer Tycho Paulsen

- Tycho Paulsen (* Højer 1655; † Svenstrup 1726), 1684–1726 Pfarrer in Svenstrup, schenkte der Kirche 1688 die Kanzel, deren Bibelverse das Thema Verkündigung reflektieren (siehe oben), und er ließ 1702 den barocken, bis heute erhaltenen Giebel des Waffenhauses erbauen, wo er einen Stein mit den Initialen HTP („Herr Tycho Paulsen“) anbringen ließ. Ebenso schenkte er 1715, zusammen mit dem Pensionär (und ehemaligen Gutsverwalter) Statius Plagge, der Kirche einen silbernen Abendmahlskelch.[16] Weiter begann Paulsen 1682/1684 mit der Führung der Kirchenbücher von Svenstrup, die er, anders als die meisten seiner Amtsbrüder auf Alsen, in deutscher Sprache führte.[17][18]
- Frederik Ebbesen (* Sjellerup, Kirchspiel Egen 1768; † Schleswig 1836), 1805–1836 Pfarrer in Svenstrup. Ebbesen, Urenkel des oben genannten Kanzelschnitzers, war Sohn eines Kleinbauern und zunächst Lehrer. Als Rationalist erklärte er seinen Konfirmanden: „Ihr dürft den Namen des Herrn nicht missbrauchen, aber wenn ihr mal einen Trumpf ausspielen müsst, dann sagt lieber „Zum Teufel!“, denn es gibt keinen Teufel.“ 1811 führte er gegen Widerstände ein neues, von der Aufklärungstheologie bestimmtes Gesangbuch ein (Evangelisk-kristelig Salmebog). 1808–1819 war er Amtspropst von Alsen; 1815 ließ er den bis heute existierenden Fachwerk-Pastorenhof von Svenstrup erbauen. Als er 1811 mehr durch Zufall bei einer Auktion in den Besitz des Gølling-Hofes kam, ließ er dort ein Ziegelwerk, einen Kalkofen, eine Gerberei und wohl auch eine Spinnerei einrichten, und als es darüber Beschwerden gab, erklärte Ebbesen, dass durch die so geschaffenen Arbeitsplätze „in diesen schwierigen Zeiten“ – nach dem dänischen Staatsbankrott von 1813 – „hunderte Münder gespeist werden“. Ebbesen war mit dem dänischen Prinz Christian Friedrich (dem späteren dänischen König Christian VIII.) bekannt, der ihn 1816, 1818 und 1830 besuchte. Ebbesen wurde als Repräsentant von Alsen zum Mitglied der ersten Schleswigschen Ständeversammlung von 1836 gewählt, starb aber kurz nach dem Halten einer Rede am ersten Sitzungstag; die Überführung seines Leichnams nach Svenstrup geriet fast zum Triumphzug.[19][20]
- Johan Nicolai Waldemar von Fischer-Benzon (* Løgumkloster 1867; † Sønderborg 1946), 1917–1937 Pfarrer in Svenstrup. Als Seelsorger beliebt, versuchte Fischer-Benzon die Svenstruper Kirche, die er als zu nüchtern und kahl empfand, auf eigene Kosten dekorativer und wohnlicher zu gestalten. Dazu kaufte er vor allem aus dem Flensburger Kunsthandel Gemälde an (G. S. Schweitzer: Der Zug der Weihnachtsfreude über die Erde; italienischer Meister: Musizierende Engel; ferner: Jesus und Nikodemus; Maria, Jesu Mutter), brachte geschnitzte Reliefs des Volkskünstlers Jes Lind an (Der Kindermord in Bethlehem u. a.) und hängte einen Messingleuchter aus einer Moschee in Damaskus auf, den er bei einer Reise nach Palästina gekauft hatte. Praktisch alle Ausstattungsstücke Fischer-Benzons wurden bei der Kirchenrestaurierung 1957/1958 wieder entfernt. Außerdem verfasste Fischer-Benzon heimatgeschichtliche Aufzeichnungen.[21][22][23]